# Código 46
Código 46 (Code 46) es una película de Reino Unido dirigida por Michael Winterbottom en 2003, y protagonizada por Samantha Morton, Tim Robbins, Jeanne Balibar, Om Puri.
Esta película del director Michael Winterbottom (Wonderland) es un largometraje de intriga de corte futurista, cercano a la ciencia ficción, con una estética muy cuidada y con los actores Tim Robbins (Mystic River) y Samantha Morton (Acordes y Desacuerdos) en los papeles principales.

## Sinopsis
En un futuro cercano y distópico, la sociedad está dividida en dos grupos: aquellos con "papelles" (permisos de viaje) que les dan acceso a ciudades protegidas y un estilo de vida de élite, y aquellos que viven en los vastos desiertos exteriores, sin derechos ni recursos. El control social lo ejerce la corporación Sphinx, que regula la vida de las personas mediante el análisis genético y un estricto conjunto de leyes, entre ellas el Código 46, que prohíbe las relaciones genéticamente incestuosas.
La trama sigue a William (Tim Robbins), un investigador de seguros enviado desde Seattle a Shanghái para resolver un caso de falsificación de documentos. En su investigación, descubre que la responsable es María (Samantha Morton), una empleada que falsifica "papelles" para ayudar a personas necesitadas a entrar en las ciudades. Sin embargo, en lugar de denunciarla, William se siente atraído por ella. María es una persona con un fuerte sentido de la moral, pero su pasado la atormenta; creció como un "clon de seguros", un ser humano genéticamente modificado sin recuerdos, destinado a reemplazar a la persona original en caso de muerte.
William y María inician una relación prohibida y apasionada, a pesar de que su conexión es ilegal en muchos sentidos. William, consumido por el amor, la protege y la ayuda a escapar de la ciudad. Sin embargo, su plan fracasa, y ella es capturada y sometida a un "reajuste de memoria", un proceso que la deja sin recuerdos de su relación con él.
Meses después, William regresa a Shanghái. Su conciencia lo obliga a encontrar a María. Cuando lo hace, se da cuenta de que ha perdido todo recuerdo de él. Desesperado por recuperar el pasado, le revela que su relación estaba prohibida por el Código 46 porque comparten un código genético. Él es una "réplica de seguros" de un hombre que vivió hace muchos años, y ella es una "réplica de seguros" de la hija de ese mismo hombre. Su amor es una violación genética de las leyes de Sphinx, una verdad que ella no logra comprender debido a su amnesia.
En un intento final por recuperar lo que perdieron, William secuestra a María y huyen al desierto. Pero el destino y el control de Sphinx son inevitables. Son rastreados y capturados. La película termina con William aceptando su destino, sabiendo que su amor por María lo condenó y que la sociedad no permitirá que se rompa el "Código 46". La película deja al espectador con la amarga sensación de que, en un mundo tan regulado, no hay lugar para el libre albedrío ni para los sentimientos que desafían el control.